# Labergement-Sainte-Marie
Labergement-Sainte-Marie é uma comuna francesa na região administrativa de Borgonha-Franco-Condado, no departamento de Doubs. Estende-se por uma área de 22,12 km². Em 2010 a comuna tinha 1 254 habitantes (densidade: 56,7 hab./km²).